# Raffael Tonello
Raffael Tonello (* 14. Juni 1975 in Mülheim an der Ruhr) ist ein ehemaliger italienischer Fußballspieler.

## Spielerkarriere
Tonello, der in Mülheim an der Ruhr aufwuchs und mit acht Jahren bei TuS Union 09 Mülheim mit dem Vereinsfußball begann, wurde von Talentsichtern des Proficlubs Fortuna Düsseldorf entdeckt und wechselte mit 16 Jahren zu Fortuna. Nachdem er in der A-Jugend und bei den Amateuren des Vereins gespielt hatte, konnte er unter Trainer Aleksandar Ristić 1994/95 in der 2. Bundesliga seine ersten Profieinsätze verbuchen. In seinem zweiten Einsatz am 31. Spieltag gegen den SV Meppen gelang dem Stürmer auch sein erstes Tor als Profi. Am Ende der Saison stieg Düsseldorf in die erste Liga auf. Am 11. Spieltag der darauffolgenden Saison bestritt er sein erstes Erstligaspiel und war damit der erste Italiener in der Bundesliga.
Es folgten Meniskusoperationen (1996) und anschließend eine 16-monatige Reha. Danach stand fest, dass er nicht mehr für den Hochleistungssport tauglich war. Er wechselte zur Spielzeit 1997/98 in die Regionalliga West/Südwest zu Sportfreunde Siegen. Hier spielte er bis 2000. Ab Jahresbeginn 2001 kickte für den KFC Uerdingen 05 in der Regionalliga Nord. Nach nur sechs Einsätzen dort ging er nach Saisonende zu Kickers Offenbach in die Regionalliga Süd. Dort spielte er eine Saison und wechselte danach ligaintern zur zweiten Mannschaft von Eintracht Frankfurt. Dies war seine letzte Station – am 27. September 2002 beendete er seine Karriere als Sportinvalide.

## Nach der Karriere
Nach dem Karriereende absolvierte Tonello ein Praktikum bei Eintracht Frankfurt und gleichzeitig einen Fernlehrgang zum Sportfachwirt.
Raffael Tonello ist seit 2006 Geschäftsführer der Firma Real Sport Entertainment. Unter anderem betreibt er eine Soccerhalle in Frankfurt-Preungesheim und spielt für die Traditionsmannschaft Fortuna Düsseldorfs.
Seit April 2024 ist Tonello Leiter des Nachwuchsleistungszentrums beim FC Schalke 04.

## Erfolge
- Aufstieg in die Bundesliga: 1995
- Aufstieg in die 2. Bundesliga: 1994
- Niederrheinpokal: 2001
- Hessenpokal: 2002

## Statistik
| Liga          | Spiele (Tore) |
| ------------- | ------------- |
| 1. Bundesliga | 020 0(3)      |
| 2. Bundesliga | 05 0(1)       |
| Regionalliga  | 104 (35)      |